# لوئیس بل
لوئیس بل (انگلیسی: Louis Bell؛ زادهٔ ۲۷ مهٔ ۱۹۸۲) تهیه‌کننده موسیقی، ترانه‌نویس، و چهره (شهرت) اهل ایالات متحده آمریکا است. وی از سال ۲۰۰۳ میلادی تاکنون مشغول فعالیت بوده‌است.